# Hilda James
Hilda Marjorie James, po mężu McAllister (ur. 27 kwietnia 1904 w Warrington, zm. 27 lipca 1982 w Birkenhead) – angielska pływaczka z pierwszej połowy XX wieku reprezentująca Wielką Brytanię, medalistka igrzysk olimpijskich.
Podczas VII Letnich Igrzysk Olimpijskich w Antwerpii w 1920 roku, piętnastoletnia James wystartowała w  dwóch konkurencjach pływackich. W wyścigu na 300 metrów stylem dowolnym z czasem 5:07,2 zajęła czwarte miejsce w pierwszym wyścigu eliminacyjnym, co nie pozwoliło jej awansować do finału. W kobiecej sztafecie 4 × 100 m stylem dowolnym wystartowały jedynie trzy ekipy. Brytyjki z James na pierwszej zmianie zajęły drugie miejsce.
James reprezentowała liverpoolski klub Garston SC.